# La profecia d'un crim
La profecia d'un crim (títol original en francès Les magiciens) és una pel·lícula policíaca dirigida per Claude Chabrol estrenada el 1976, adaptació d'una novel·la de Frédéric Dard.
Aquesta pel·lícula ha estat doblada al català.

## Argument
En un hotel a Tunísia un mag preveu un homicidi que Édouard, per joc, voldrà aplicar.

## Repartiment
- Franco Nero: Sadry
- Stefania Sandrelli: Sylvia
- Jean Rochefort: Edouard
- Gert Fröbe: Vestar
- Gila von Weitershausen: Martine
- Moheddine Mrad: Doctor